# 무후사
무후사(武侯祠)란 일반적으로 제갈량을 모시는 도교 사당이다. 무후라고 하면 보통 제갈량을 말한다.

## 촉나라 수도에 중심가의 도교 사당
중국 쓰촨성 청두 시에 있는 것이 가장 유명하고 원조이다.
촉나라의 승상 제갈량과 그 임금 유비를 함께 모신 사당이다. 보통 군신을 같이 모시지 않은 관례로 인해 특별한 의미를 가진다.

## 개요
무후사의 무후란 충무후(忠武侯)라고 시호가 내려진 제갈량을 말하고, 그를 모시는 사당을 무후사라고 한다. 그러나 후세의 삼국지나 삼국지연의 등에서 제갈량 이외의 촉한의 무장이나 가신，또한 촉의 임금인 유비나 그의 후대를 이은 유선까지 모시게 되었다고 전한다. 유선의 제위는 나라를 말아먹은 어리석은 군주라고 하여 남송 때 폐사(廢祀)시켜 버렸다. 서기 223년 유비의 능묘가 조성되었다.

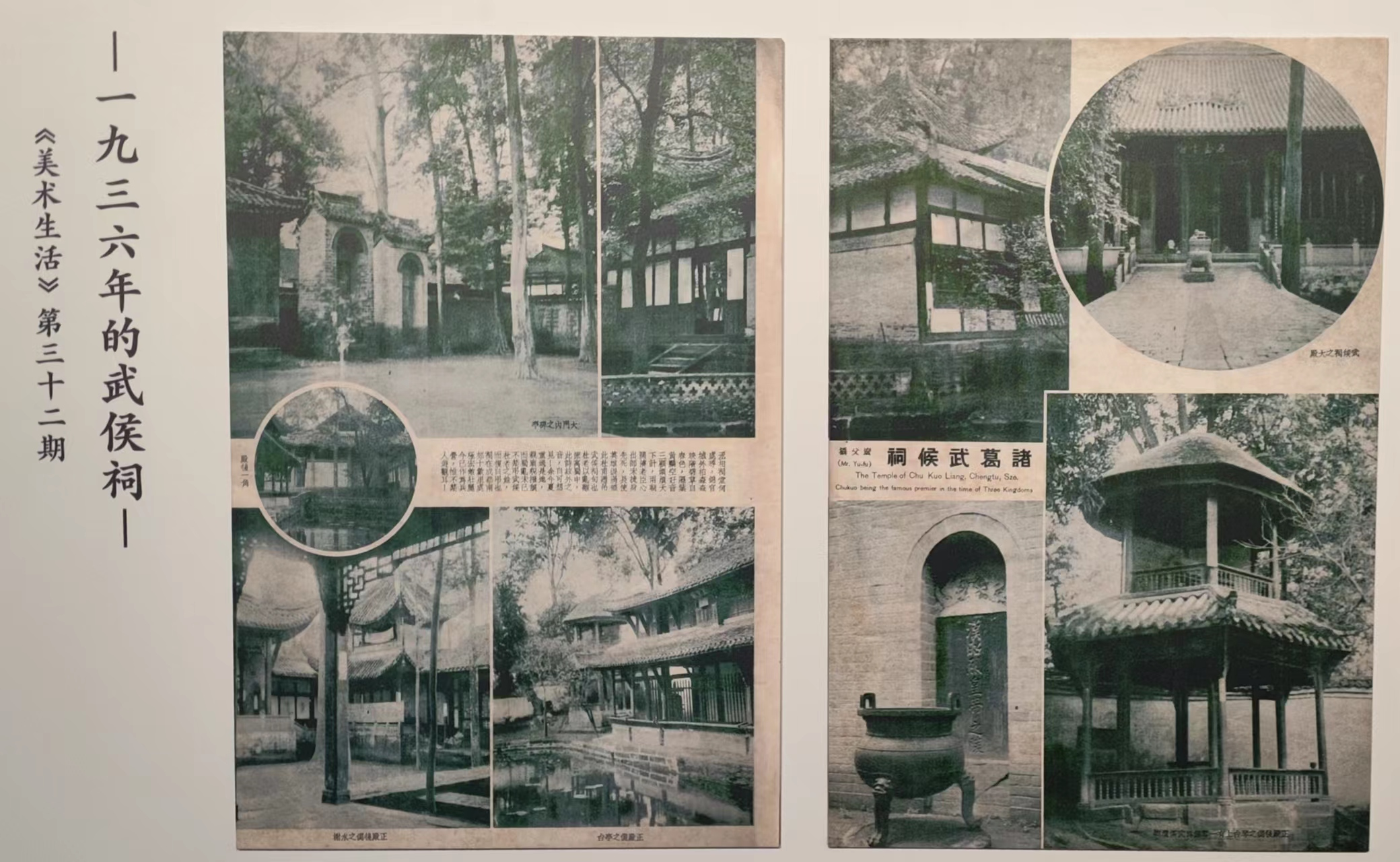
1936 년 무후사

촉나라의 이웅은 무후사를 만들고, 지금의 장소에 옮겼다.
현재와 같이 제갈량과 유비를 같이 모시는 사당으로 정비된 것은 명조에 이르러서이다. 현재 남은 옛날 건축물은 청나라 때 조성된 것이고, 성도 무후사 박물관으로 1961년에 전국중점문물보호단위로 지정되었다．사당 내에는 관우, 장비 등의 촉한 무장들의 상이 나란히 있고, 내부에는 제갈량의 소상이나 유비의 소상이 있다. 모두 후세의 작품으로 삼국지연의에 의해 형성된 이미지인 것이다.

## 같이 보기
- 촉한
- 제갈량
- 무후묘
- 유비
- 와룡묘